# Elecciones municipales de Huancayo de 2018
Las elecciones municipales de Huancayo de 2018 se llevaron a cabo el 7 de octubre de 2018 para elegir al alcalde y al Concejo Provincial de Huancayo para el periodo 2019-2022. La elección se celebró simultáneamente con elecciones regionales y municipales (provinciales y distritales) en todo el Perú.

## Sistema electoral
La Municipalidad Provincial de Huancayo es el órgano administrativo y de gobierno de la provincia de Huancayo. Está compuesta por el alcalde y el Concejo Provincial.
La votación del alcalde y el concejo se realiza en base al sufragio universal, que comprende a todos los ciudadanos nacionales mayores de dieciocho años, empadronados y residentes en la provincia de Huancayo y en pleno goce de sus derechos políticos, así como a los ciudadanos no nacionales residentes y empadronados en la provincia de Huancayo. No hay reelección inmediata de alcaldes.
El Concejo Provincial de Huancayo está compuesto por 15 regidores elegidos por sufragio directo para un período de tres (3) años, en forma conjunta con la elección del alcalde (quien lo preside). La votación es por lista cerrada y bloqueada. Se asigna a la lista ganadora los escaños según el método d'Hondt o la mitad más uno, lo que más le favorezca.

## Composición del Concejo Provincial de Huancayo
La siguiente tabla muestra la composición del Concejo Provincial de Huancayo antes de las elecciones.
| Partidos | Partidos                                | Regidores |
| -------- | --------------------------------------- | --------- |
|          | Junín Sostenible con su Gente           | 9         |
|          | Movimiento Político Regional Perú Libre | 3         |
|          | Acción Popular                          | 2         |
|          | Juntos por Junín                        | 1         |

## Partidos y candidatos
A continuación se muestra una lista de los principales partidos y alianzas electorales que participaron en las elecciones:
| Candidatura | Candidatura | Partidos y alianzas                                            | Candidatos | Candidatos                | Ideología                                                          | Resultado previo | Resultado previo | Ref. |
| Candidatura | Candidatura | Partidos y alianzas                                            | Candidatos | Candidatos                | Ideología                                                          | Votos (%)        | Reg.             | Ref. |
| ----------- | ----------- | -------------------------------------------------------------- | ---------- | ------------------------- | ------------------------------------------------------------------ | ---------------- | ---------------- | ---- |
|             | JUS         | Lista - Junín Sostenible con su Gente (JUS)                    |            | Luis Camborda Zamudio     | Regionalismo juninense                                             | 22.59%           | 9                |      |
|             | PL          | Lista - Movimiento Político Regional Perú Libre (PL)           |            | Henry López Cantorín      | Socialismo del siglo XXI Marxismo-leninismo Mariateguismo          | 22.52%           | 3                |      |
|             | AP          | Lista - Acción Popular (AP)                                    |            | Ilich López Ureña         | Partido atrapalotodo                                               | 13.50%           | 2                |      |
|             | CJJ         | Lista - Caminemos Juntos por Junín (CJJ)                       |            | Dimas Aliaga Castro       | Regionalismo juninense                                             | 10.75%           | 1                |      |
|             | APP         | Lista - Alianza para el Progreso (APP)                         |            | Cecilia García Rodríguez  | Liberalismo económico Conservadurismo liberal Populismo de derecha | 6.15%            | 0                |      |
|             | FP          | Lista - Fuerza Popular (FP)                                    |            | Luis Torres Garay         | Fujimorismo Conservadurismo social Populismo de derecha            | 4.79%            | 0                |      |
|             | FA          | Lista - Frente Amplio (FA)                                     |            | Manuel Santillán Romero   | Socialismo Ecologismo Descentralización                            | 0.85%            | 0                |      |
|             | UPP         | Lista - Unión por el Perú (UPP)                                |            | Clotilde Castillón Lozana | Etnocacerismo Nacionalismo de izquierda Ultranacionalismo          | Nuevo            | Nuevo            |      |
|             | AvP         | Lista - Avanza País (AvP)                                      |            | Héctor Millán Camposano   | Conservadurismo liberal Liberalismo clásico                        | Nuevo            | Nuevo            |      |
|             | PPS         | Lista - Perú Patria Segura (PPS)                               |            | Jorge Landeo Pereda       | Conservadurismo liberal Liberalismo económico                      | Nuevo            | Nuevo            |      |
|             | VP          | Lista - Vamos Perú (VP)                                        |            | Freddy Antonio Mattos     | Populismo Socialdemocracia                                         | Nuevo            | Nuevo            |      |
|             | PN          | Lista - Perú Nación (PN)                                       |            | Luis Goytizolo Ríos       | Conservadurismo social Democracia cristiana                        | Nuevo            | Nuevo            |      |
|             | SyS         | Lista - Movimiento Regional Sierra y Selva Contigo Junín (SyS) |            | Julio de la Rosa Luján    | Regionalismo juninense                                             | Nuevo            | Nuevo            |      |

## Resultados

### Sumario general
|                        |                                                        |              |              |              |           |           |  |  |
| Partidos y coaliciones | Partidos y coaliciones                                 | Voto popular | Voto popular | Voto popular | Regidores | Regidores |  |  |
| Partidos y coaliciones | Partidos y coaliciones                                 | Votos        | %            | ±pp          | Total     | +/−       |  |  |
|                        | Movimiento Político Regional Perú Libre (PL)           | 100,670      | 36.56        | +14.04       | 9         | +6        |  |  |
|                        | Caminemos Juntos por Junín (CJJ)                       | 49,077       | 17.82        | n/a          | 2         | +1        |  |  |
|                        | Movimiento Regional Sierra y Selva Contigo Junín (SyS) | 35,371       | 12.85        | Nuevo        | 2         | +2        |  |  |
|                        | Acción Popular (AP)                                    | 20,028       | 7.27         | –6.23        | 1         | –1        |  |  |
|                        | Junín Sostenible con su Gente (JUS)                    | 19,582       | 7.11         | –15.48       | 1         | –8        |  |  |
|                        | Alianza para el Progreso (APP)                         | 16,960       | 6.16         | +0.01        | 0         | ±0        |  |  |
|                        | Avanza País (AvP)                                      | 10,782       | 3.92         | n/a          | 0         | ±0        |  |  |
|                        | Unión por el Perú (UPP)                                | 9,257        | 3.36         | n/a          | 0         | ±0        |  |  |
|                        | Fuerza Popular (FP)                                    | 4,800        | 1.74         | –3.05        | 0         | ±0        |  |  |
|                        | Frente Amplio (FA)                                     | 3,608        | 1.31         | +0.46        | 0         | ±0        |  |  |
|                        | Perú Nación (PN)                                       | 2,416        | 0.88         | Nuevo        | 0         | ±0        |  |  |
|                        | Perú Patria Segura (PPS)                               | 1,514        | 0.55         | Nuevo        | 0         | ±0        |  |  |
|                        | Vamos Perú (VP)                                        | 1,294        | 0.47         | Nuevo        | 0         | ±0        |  |  |
|                        |                                                        |              |              |              |           |           |  |  |
| Total                  | Total                                                  | 275,359      |              |              | 15        | ±0        |  |  |
|                        |                                                        |              |              |              |           |           |  |  |
| Votos válidos          | Votos válidos                                          | 275,359      | 82.17        | –5.10        |           |           |  |  |
| Votos en blanco        | Votos en blanco                                        | 36,289       | 10.83        | +5.68        |           |           |  |  |
| Votos nulos            | Votos nulos                                            | 23,467       | 7.00         | –0.58        |           |           |  |  |
| Votos emitidos         | Votos emitidos                                         | 335,115      | 80.39        | –2.48        |           |           |  |  |
| Abstenciones           | Abstenciones                                           | 81,736       | 19.61        | +2.48        |           |           |  |  |
| Votantes registrados   | Votantes registrados                                   | 416,851      |              |              |           |           |  |  |
|                        |                                                        |              |              |              |           |           |  |  |
| Fuente:                |                                                        |              |              |              |           |           |  |  |

### Concejo Provincial de Huancayo
| Cargo                           | Autoridad electa          | Partido político | Partido político                                 |
| ------------------------------- | ------------------------- | ---------------- | ------------------------------------------------ |
| Alcalde Provincial de Huancayo  | Henry López Cantorín      |                  | Movimiento Político Regional Perú Libre          |
| Regidor Provincial de Huancayo  | Sandro Véliz Soto         |                  | Movimiento Político Regional Perú Libre          |
| Regidor Provincial de Huancayo  | Waldyr Ricse Cañari       |                  | Movimiento Político Regional Perú Libre          |
| Regidor Provincial de Huancayo  | Waldo Baltazar Navarro    |                  | Movimiento Político Regional Perú Libre          |
| Regidor Provincial de Huancayo  | Juan Quispe Ledesma       |                  | Movimiento Político Regional Perú Libre          |
| Regidora Provincial de Huancayo | Ana Chupurgo Canchari     |                  | Movimiento Político Regional Perú Libre          |
| Regidora Provincial de Huancayo | Marisol Ticllacuri Sedano |                  | Movimiento Político Regional Perú Libre          |
| Regidor Provincial de Huancayo  | William Quispe Flores     |                  | Movimiento Político Regional Perú Libre          |
| Regidor Provincial de Huancayo  | Héctor Huamán Pérez       |                  | Movimiento Político Regional Perú Libre          |
| Regidora Provincial de Huancayo | Lariza Rojas Rojas        |                  | Movimiento Político Regional Perú Libre          |
| Regidor Provincial de Huancayo  | Hernán Sinche Espinal     |                  | Caminemos Juntos por Junín                       |
| Regidor Provincial de Huancayo  | Paulo Beltrán Ponce       |                  | Caminemos Juntos por Junín                       |
| Regidor Provincial de Huancayo  | Hernán Gómez Cisneros     |                  | Movimiento Regional Sierra y Selva Contigo Junín |
| Regidor Provincial de Huancayo  | Moisés Pari Mendoza       |                  | Movimiento Regional Sierra y Selva Contigo Junín |
| Regidora Provincial de Huancayo | Melissa Huayhua Almonacid |                  | Acción Popular                                   |
| Regidor Provincial de Huancayo  | Luis Lazo Benavides       |                  | Junín Sostenible con su Gente                    |

## Elecciones municipales distritales

### Resultados por distrito
La siguiente tabla enumera el control de los distritos de la provincia de Huancayo. El cambio de mando de una organización política se resalta del color de ese partido.
| Distrito                  | Alcalde(sa) titular        | Partido político | Partido político                | Alcalde(sa) electo(a)              | Partido político | Partido político              |
| ------------------------- | -------------------------- | ---------------- | ------------------------------- | ---------------------------------- | ---------------- | ----------------------------- |
| Carhuacallanga            | Goyo Coronel Sáenz         |                  | Junín Sostenible con su Gente   | Judith Eulogio Eulogio             |                  | Todos por el Perú             |
| Chacapampa                | Teófanes Laura Borja       |                  | Junín Emprendedores Rumbo al 21 | Juan Guerra Llacua                 |                  | Perú Libre                    |
| Chicche                   | Elías Lozano Romero        |                  | Bloque Popular Junín            | Adolfo Román Macha                 |                  | Alianza para el Progreso      |
| Chilca                    | José Auqui Cosme           |                  | Junín Sostenible con su Gente   | Luis de la Cruz Sullca             |                  | Perú Libre                    |
| Chongos Alto              | Christian Lozano Chambergo |                  | Perú Libre                      | Roberto Juica Lozano               |                  | Perú Libre                    |
| Chupuro                   | Agustín Quispe Uzco        |                  | Perú Libre                      | Nelson Munive Valentín             |                  | Perú Libre                    |
| Colca                     | Javier Ignacio Párraga     |                  | Perú Libre                      | José Cerrón Nastares               |                  | Caminemos Juntos por Junín    |
| Cullhuas                  | Nisais Canchanya Balvín    |                  | Acción Popular                  | Wilfredo Sinche Ávila              |                  | Sierra y Selva Contigo Junín  |
| El Tambo                  | Aldrin Zárate Bernuy       |                  | Perú Libre                      | Carlo Curisinche Eusebio           |                  | Perú Libre                    |
| Huacrapuquio              | Génesis García Castellanos |                  | Fuerza Popular                  | Sergio Inga Limaymanta             |                  | Acción Popular                |
| Hualhuas                  | Lidio Lázaro Barreto       |                  | Junín Sostenible con su Gente   | Eloy Chipana Herquinio             |                  | Perú Libre                    |
| Huancán                   | Alipio Tovar Bernaola      |                  | Junín Sostenible con su Gente   | Edgar Vilcahuamán Ponce            |                  | Perú Libre                    |
| Huasicancha               | Walter Hinojosa Ramos      |                  | Junín Sostenible con su Gente   | Roberto Diego Lázaro               |                  | Perú Patria Segura            |
| Huayucachi                | Michael Palacios Ramos     |                  | Junín Sostenible con su Gente   | Clever Carhuallanqui Carhuallanqui |                  | Acción Popular                |
| Ingenio                   | Percy Huayta Oré           |                  | Acción Popular                  | Merwin Medina Ávila                |                  | Sierra y Selva Contigo Junín  |
| Pariahuanca               | Mesías Quispe Gamarra      |                  | Acción Popular                  | Cerrón Chávez Gallardo             |                  | Todos por el Perú             |
| Pilcomayo                 | Richard Bendezú Mendoza    |                  | Junín Sostenible con su Gente   | Jorge Muñoz Laurente               |                  | Perú Libre                    |
| Pucará                    | Jorge Camborda Huacaychuco |                  | Juntos por Junín                | Roberth Torres Melgar              |                  | Junín Sostenible con su Gente |
| Quichuay                  | Rosalba Salazar Oré        |                  | Alianza para el Progreso        | Gonzalo Párraga Camarena           |                  | Acción Popular                |
| Quilcas                   | Dennys Cuba Rivera         |                  | Partido Humanista Peruano       | Lino Rivera Contreras              |                  | Junín Sostenible con su Gente |
| San Agustín               | Percy García Romero        |                  | Perú Libre                      | Víctor Chipana Carrasco            |                  | Sierra y Selva Contigo Junín  |
| San Jerónimo de Tunán     | Aldo Martínez Véliz        |                  | Junín Sostenible con su Gente   | Freddy Sachahuamán Palacios        |                  | Perú Libre                    |
| Santo Domingo de Acobamba | Edwin Castro Aranda        |                  | Junín Sostenible con su Gente   | Efraín Veliz Rojas                 |                  | Caminemos Juntos por Junín    |
| Saño                      | Carlos Aquino Lanazca      |                  | Junín Sostenible con su Gente   | Yody Leonides Najera               |                  | Caminemos Juntos por Junín    |
| Sapallanga                | Walter Meza Delgadillo     |                  | Junín Sostenible con su Gente   | Rubén Remuzgo Paitan               |                  | Alianza para el Progreso      |
| Sicaya                    | Javier Lindo Zárate        |                  | Junín Sostenible con su Gente   | Ángel Napaico Gutarra              |                  | Perú Libre                    |
| Viques                    | Ronald Sapaico Ñavez       |                  | Juntos por Junín                | Raúl Huarcaya Salvatierra          |                  | Sierra y Selva Contigo Junín  |